# San Saba (församling)
San Saba är en församling i Roms stift, belägen i Rione San Saba och helgad åt den helige Sabbas. Församlingen upprättades den 5 december 1931 av påve Pius XI genom bullan Incolarum numero. 

Församlingen förestås av Jesuitorden.
Till församlingen San Saba hör följande kyrkobyggnader:
- San Saba, Piazza Gian Lorenzo Bernini 20
- Santa Balbina all'Aventino, Piazza Santa Balbina 8

## Institutioner inom församlingen
- Chiesa Rettoria Santa Balbina all'Aventino
- Pontificio Collegio Olandese
- Pontificio Collegio Polacco
- Comunità (Famiglia dei Discepoli di Cristo)
- Comunità (Figlie della Divina Carità)
- Comunità (Suore Missionarie della Regina degli Apostoli (S.R.A.))
- Comunità «San Saba» (Figlie di Maria Ausiliatrice, Salesiane di Don Bosco (F.M.A.))
- Convento «Sant'Antonio» (Ordine Francescano Frati Minori Conventuali (O.F.M. Conv.))
- Curia Generalizia – Collegio «San Norberto» (Canonici Regolari Premonstratensi (Premostratensi) (O. Praem.))
- Residenza di «San Saba» (Compagnia di Gesù (Gesuiti) (S.I.))
- Casa di Riposo «Santa Margherita»
- Comunità di Vita Cristiana Italiana (CVX ITALIA) – Aggregazione Ecclesiale
- Lega Missionaria Studenti – Aggregazione Ecclesiale
- Movimento Eucaristico Giovanile – Aggregazione Ecclesiale
- Volontariato Internazionale Donna Educazione e Sviluppo – Aggregazione Ecclesiale

## Kommunikationer
Den närmaste tunnelbanestationen är Piramide 